# Booster
Booster (Booster pack) – dodatkowy zestaw kart do kolekcjonerskich gier karcianych (np. Magic: The Gathering) lub figurek w grach figurkowych (np. Mech Warrior, Mage Knight). Składa się zwykle z kilkunastu losowo dobranych elementów, wśród których najmniej jest elementów określanych jako rare (rzadkie), nieco więcej uncommons (niepospolite), zaś reszta to elementy commons (pospolite). Służy do rozszerzenia posiadanego zestawu, umożliwiając też wymianę niepasujących do zestawu danego gracza kart czy figurek z innymi graczami.

## Boostery w poszczególnych grach
- Magic: The Gathering – 16 kart w boosterze, w tym 1 rare, 3 uncommon, 10 common, 1 podstawowy ląd. W skład boostera wchodzi również token stwora lub karta z wyjaśnieniem zasad gry oraz może się pojawić losowo zamiast jednego commona karta foil (z metalicznym połyskiem). Począwszy od dodatku Shards of Alara, w 1 na 8 przypadków zamiast karty rare może być mythic rare (mitycznie rzadka). W sprzedaży znajdują się również boostery zawierające jedynie karty foil, różnią się one od zwykłych opakowaniem.
- Lord of the Rings TCG – 11 kart w boosterze, w tym 1 rare, 3 uncommons i 7 commons.
- Ctulhu CCG – 11 kart w boosterze, w tym 1 rare, 3 uncommons i 7 commons.
- Duel Masters – 10 kart w boosterze, w tym 1 rare 4 uncommon i 5 common. Szansa na trafienia karty Very Rare jest raz na trzydzieści trzy karty. Trafienie karty Super Rare jest raz na pięćdziesiąt kart. Gdy karta holograficzna(Very Rare, Super Rare) znajdzie się w boosterze zastępuje ona jedną kartę uncommon.
- Pokémon TCG – 10 kart w boosterze, w tym 1 rare, 1 "reverse holo", 3 uncommons, 5 commons. W późniejszych dodatkach jest 11 kart. Szansa na trafienie karty "rare holo" to 1:3, a na "holo EX/GX rare" 1:9
- Yu-Gi-Oh! – 9 kart w boosterze, w tym 8 commons, 1 rare. Szansa natrafienie super rare wynosi 1:6, a ultra rare 1:12.
- Veto! – 11 kart w boosterze, w tym 1 rarytas, 3 niepowszechne i 7 powszechnych.
- Star Wars: Przeznaczenie - 5 kart w boosterze, w tym 1 karta z 1 kością, 1 uncommon i 3 common.